# Good Old-Fashioned Lover Boy
Good Old-Fashioned Lover Boy är en låt av Queen, skriven av sångaren och pianisten Freddie Mercury. Låten gavs först ut på albumet A Day at the Races och därefter på EP:n Queen's First EP, där även tre äldre Queenlåtar fanns med.
Låten börjar med piano och sedan läggs bas och trummor på i refrängen. 
Låten släpptes som EP den 20 maj 1977 och A Day at the Races släpptes 10 december 1976. Låten återfanns också på Queens Greatest Hits.

## Medverkande
- Freddie Mercury - sång, piano
- John Deacon - bas
- Brian May - gitarr, kör
- Roger Taylor - trummor, triangel, kör

### Övriga medverkande
- Mike Stone - sång